# 嵯峨美子
嵯峨 美子（さが よしこ）は、日本の歌手。東京都生まれ。リ・ライフ嵯峨美子事務所所属。レーベルはInvitation他

## 人物
学習院大学在学中に俳優座養成所入所。同期の吉田日出子、串田和美らと自由劇場の創立に参加。その後、演劇活動を経て深緑夏代に師事し、シャンソンを歌い始める。1975年に銀巴里のオーディションに合格し、1978年にはNHKのオーディションに合格。1982年にInvitationよりデビューアルバム「あなたに・・」を発売。1980年以降、銀座博品館劇場を中心にホールコンサートを続けており、ヤマハホール、草月ホール、南青山MANDALAほか、ライブハウスでの公演も多数。読売日本テレビ文化センター恵比寿を経て現在では杉並区久我山のSAGA YOSHIKO MUSIC STUDIOにて個人レッスンや後進への指導も行なっている。

## 出演
- 1980年10月20日、「嵯峨美子はじめてのリサイタルいま、わたしは…。」銀座博品館劇場 ＊初のホールコンサート[8]
- 1981年11月2日・3日、「嵯峨美子・落ち葉色のリサイタル 素敵な貴方に…」銀座博品館劇場（構成・演出：串田和美）[9]
- 1982年9月10日 - 12日、「嵯峨美子リサイタル 風の散歩道」銀座博品館劇場（構成・演出：串田和美、音楽：越部信義、共演：吉田日出子）[10]
- 1983年3月17日 - 18日、「嵯峨美子1983FirstConcert あなたに…」銀座博品館劇場[11]
  - 10月27日 - 29日、「嵯峨美子コンサート 時の流れを…」銀座博品館劇場[12]
- 1984年12月1日、「嵯峨美子コンサート 時を抱きしめる」銀座博品館劇場[13]
- 1985年、東急ミュージックプラザに出演　＊共演ジョルジュ・ムスタキ[14][15]
  - 11月28日 - 30日、「嵯峨美子コンサート 窓からの眺め」銀座博品館劇場（音楽監督：林光、構成・演出：加藤直）[16]
- 1986年12月29日 - 30日、「嵯峨美子コンサート さよなら大通り」銀座博品館劇場（構成・演出：加藤直）[17]
- 1987年11月26日 - 28日、「嵯峨美子コンサート 風のまにまに」銀座博品館劇場（構成・演出：加藤直）[18]
- 1989年10月13日 - 15日、「嵯峨美子10周年記念コンサート 帰郷」銀座博品館劇場（構成・演出：加藤直）＊共演：coba[19]
- 1991年11月3日 - 5日、「嵯峨美子コンサート セレナータ’91」銀座博品館劇場（構成・演出：串田和美）[20]
- 1991年、名古屋でのホールコンサート開始（テレビ愛知主催）＊以後2014年まで毎年開催
- 1992年11月24日 - 26日、「嵯峨美子コンサート セレナータ’92」銀座博品館劇場（構成・演出：串田和美）[21]
- 1993年11月1日 - 3日、「嵯峨美子コンサート’93 月のいたずら」銀座博品館劇場（構成・演出：串田和美）[22]
- 1994年7月8日、「嵯峨美子シャンソンコンサート」高崎シティギャラリー（高崎市文化事業団主催）[23]
  - 11月4日・5日、「嵯峨美子コンサート’94 風のワルツ」銀座博品館劇場（構成・演出：串田和美）
- 1995年10月、藤岡市みかぼみらい館にてコンサート（藤岡市・藤岡市教育委員会主催）[24]
  - 11月28日 - 30日、「嵯峨美子コンサート1995 ブルーBLUE」銀座博品館劇場[25]
- 1996年3月、「興望館チャリティーコンサート 嵯峨美子 春風にのせて」出演（社会福祉法人興望館後援会実行委員会主催）
  - 4月 山梨県勝沼町営ぶどうの丘「'96春風ワイン祭り」出演
- 1997年1月30日 - 2月1日、「嵯峨美子コンサート1997 人生の不思議と私の唄」銀座博品館劇場（演出：加藤直）[26]
  - 9月16日、「嵯峨美子ジァン・ジァンコンサート」渋谷ジァン・ジァン[27]
- 1998年2月27日・28日、「嵯峨美子ジァン・ジァンコンサート再びNo.2」渋谷ジァン・ジァン[28]
  - 10月13日・14日、「嵯峨美子コンサート 私のノスタルジー」銀座博品館劇場（演出：加藤直）[29]
- 1999年6月12日〜6月13日、「嵯峨美子ジァン・ジァンコンサート再びNo.3」渋谷ジァン・ジァン[30]
  - 10月16日  - 18日、「嵯峨美子20周年記念コンサート もしも、あなたに･･･」銀座博品館劇場（演出：加藤直）[31]
- 2000年11月9日 ｰ 11日、「嵯峨美子コンサート2000 やわらかな日」銀座博品館劇場（演出：加藤直）[32]
- 2001年1月、サン・ハートホールにてコンサート（横浜市文化振興財団主催）
  - 3月、深谷市民文化会館大ホールにてコンサート（虹の音楽鑑賞会主催）
- 2001年10月12日・13日、「嵯峨美子コンサート2001 秋夜」銀座博品館劇場[33]
- 2002年11月27日・28日、「嵯峨美子コンサート2002 冬の月」銀座博品館劇場[34]
- 2003年〜2005年、10月7日「嵯峨美子コンサートin横須賀 風が吹いていて」横須賀さいか屋ホール[35]
  - 11月12日・13日、「嵯峨美子コンサート2003 それぞれのテーブル」銀座博品館劇場（演出：加藤直）[36]
- 2004年10月14日・15日、「嵯峨美子25周年記念コンサート いつものように」銀座博品館劇場（出演：深緑夏代、吉田日出子）[37]
- 2005年10月25日・26日、「嵯峨美子コンサート 巴里の空の下」銀座博品館劇場[38]
- 2006年7月22日、「嵯峨美子コンサート2006 夏物語」世田谷パブリックシアター[39]
- 2007年8月、内幸町ホールにて「夏の果て」開催
- 2008年4月23日・24日、「嵯峨美子コンサート2008 物語・春」世田谷パブリックシアター[40]
- 2009年11月4日・5日、「嵯峨美子30周年コンサート いま 生きる時代」銀座博品館劇場（構成・演出：加藤直）[41]
- 2010年10月、座・高円寺2にて「秋の夕暮れ」開催
- 2011年10月5日、「嵯峨美子コンサート いつか森へ行こう」銀座博品館劇場[42]
- 2012年11月15日・16日、「嵯峨美子コンサート 青い空が見える」銀座博品館劇場[43]
- 2013年10月17日・18日、「嵯峨美子コンサート 唄が聞こえる」銀座博品館劇場[44]
- 2014年10月23日・24日、「嵯峨美子35周年記念コンサート 風」銀座博品館劇場[45]
- 2016年7月9日・10日「パリ祭 シャンソンの祭典」NHKホール[46]
  - 11月1日、「嵯峨美子コンサート2016 時のおくりもの」ヤマハホール[47]
- 2017年10月20日、「嵯峨美子コンサート2017 秋に」ヤマハホール
- 2018年、「嵯峨美子コンサート2018　愛しかない時」草月ホール
- 2019年、「嵯峨美子40周年コンサート 時は過ぎてゆく」草月ホール
- 2022年4月30日、「嵯峨美子コンサート2022 あなたに」草月ホール[48]
  - その他、都内シャンソニエへの出演、コンサート、ライブなどで活動中[49]。

## アルバム
- 1982年、「あなたに・・」（Invitation）[50]
- 1984年、「時のささやき」（Invitation）[51]
- 1985年、「そして今は」（Invitation）[52]
- 1986年7月1日、「渚にて」（Invitation）[53]
- 1990年3月21日、「帰郷」（東芝EMI）[54]
- 1995年、「風のワルツ」初のライブレコーディングアルバム、音楽監督：かしぶち哲郎[55]
- 1997年10月31日、「人生の不思議と私の唄」ライブ・アルバム[56]
- 2000年6月21日、「もしも、あなたに…」 20周年記念コンサートライブ盤（オーマガトキ）[57]
- 2003年11月19日、「時は過ぎてゆく」（オーマガトキ）[58]
- 2009年10月14日、「歌 ものがたり」（オーマガトキ）[59]
- 2013年10月16日、「五月の風」ライブ・アルバム（Live At Mandala）[60]

## その他
映画「火宅の人」主題歌を担当（1986年4月12日公開）。